# Sutherland Springs
Pour les articles homonymes, voir Sutherland.
Sutherland Springs est une communauté non incorporée, au nord du comté de Wilson au Texas.

## Situation
La localité de Sutherland Springs est située à une cinquantaine de kilomètres au sud-est de San Antonio, sur la U.S. Route 87.

## Historique
Sutherland Springs était un lieu touristique populaire à la fin du XIXe siècle et au début du XXe siècle. Sutherland disposait d'un hôtel de 52 chambres, avec des toilettes modernes, l'eau courante, et même son propre générateur électrique. On trouve aussi à Sutherland un immeuble inscrit au Registre national des lieux historiques, le Whitehall.
Le 5 novembre 2017, une fusillade de masse y a lieu lors du culte dominical, dans une église baptiste, la First Baptist Church, faisant 27 morts et 20 blessés,.

## Galerie photographique

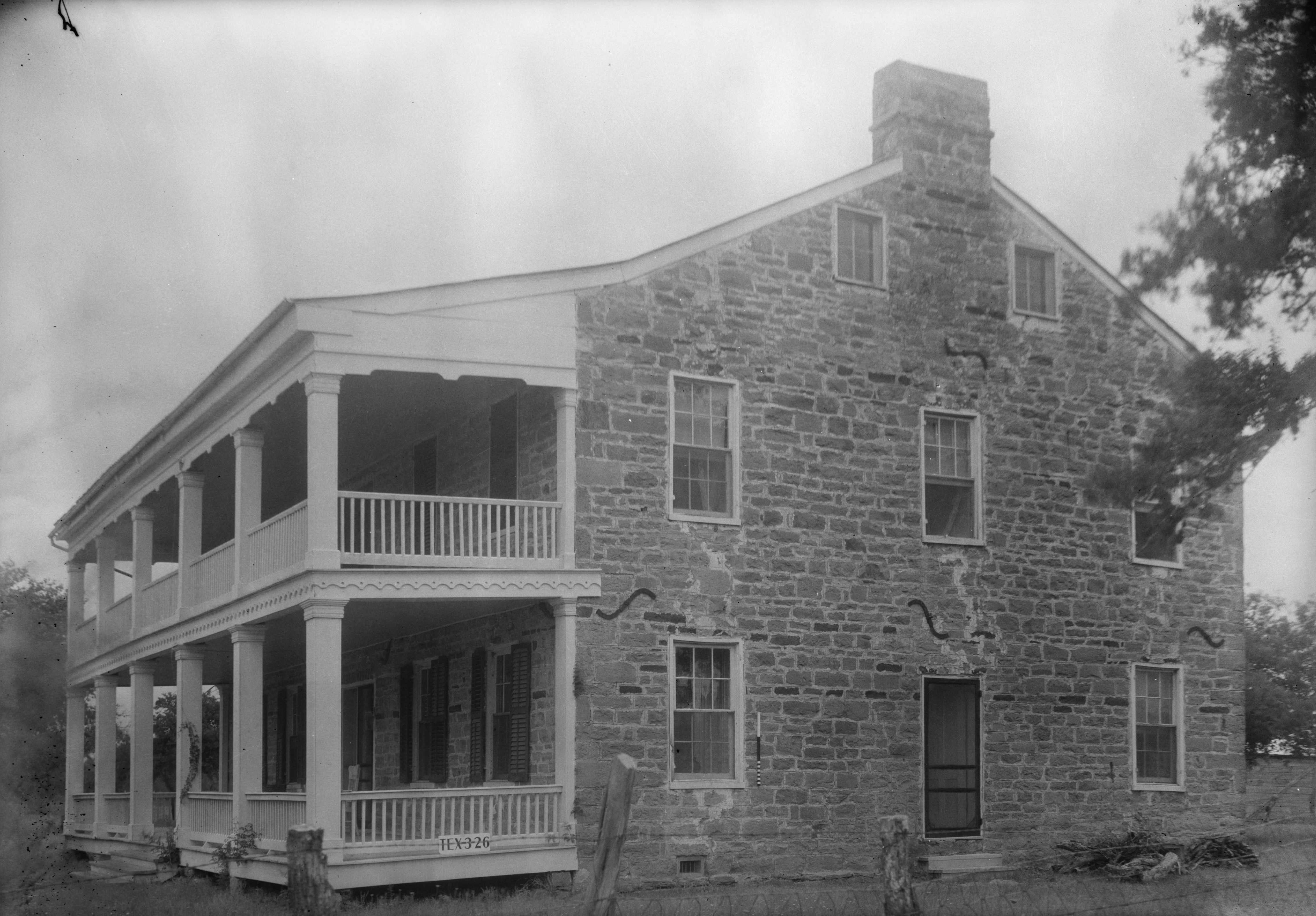
Whitehall à Sutherland Springs (1936)
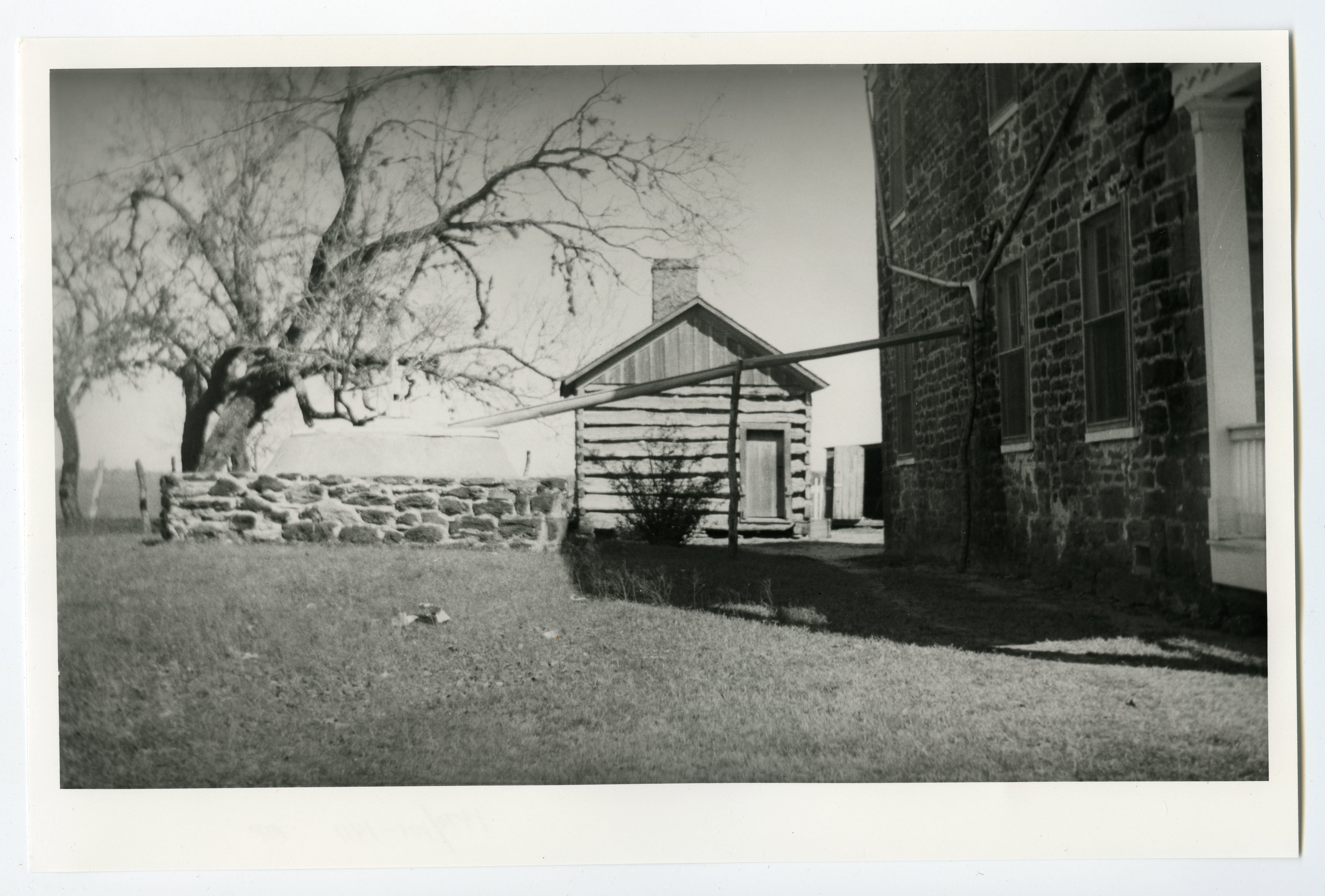
Maison (1970)
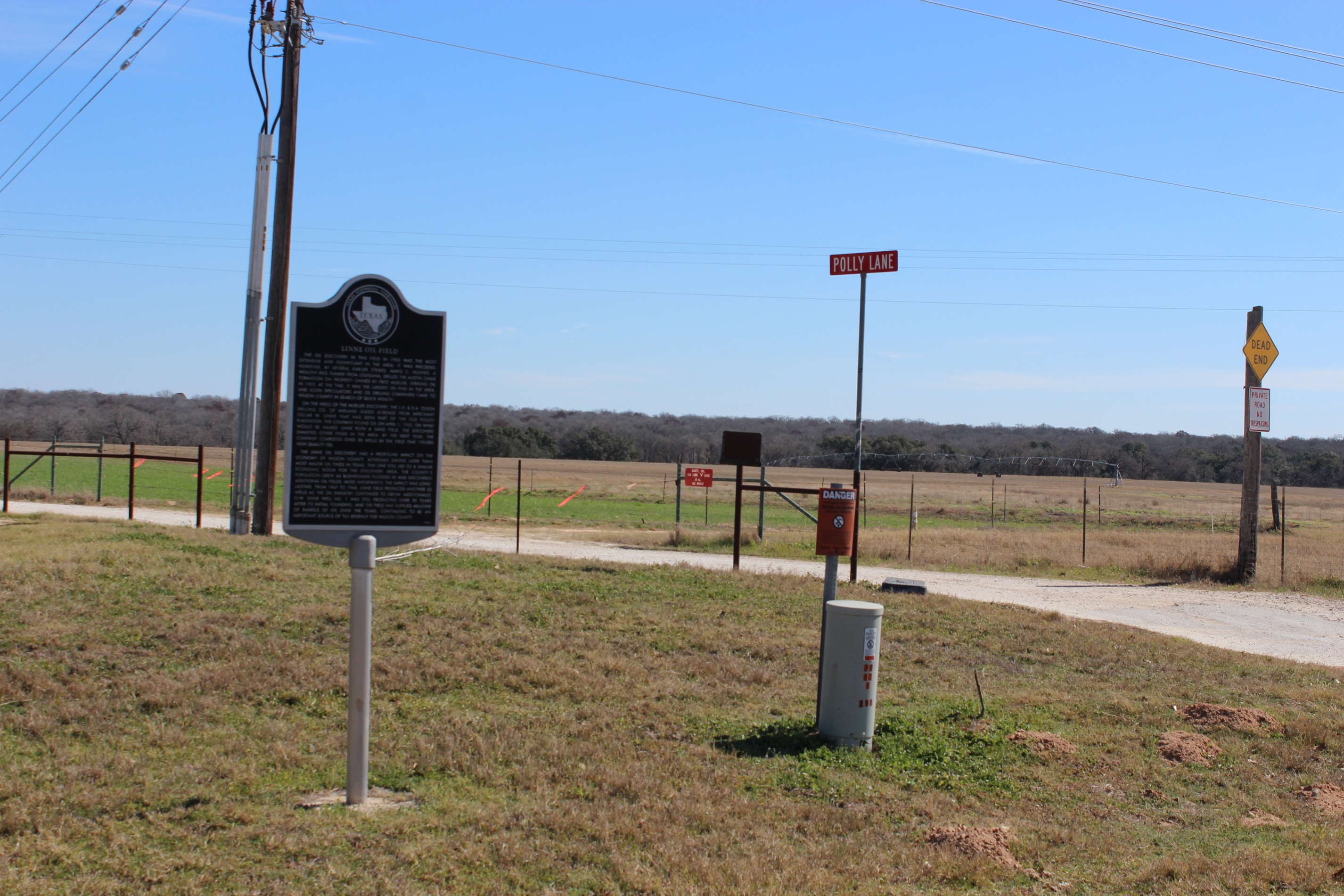
Champ de Sutherland Spring où a été découvert du pétrole en 1955